# Arxati
Arxati (kazakh: Аршаты) és una localitat del raion de Katonkharagai i la província del Kazakhstan Oriental (Kazakhstan). Es troba a uns 175 km a l'oest de la capital del raion. El seu codi KATO és el 635457200.

## Demografia
El 1999, la localitat tenia 716 habitants (365 homes i 351 dones). El 2009, la població havia caigut a 546 persones (276 homes i 270 dones).